# چهارطاقی گنبد کلایی
چهارطاقی گنبد کلایی مربوط به دوره ساسانیان است و در شهرستان دالاهو، بخش مرکزی، دهستان بان‌زرده، ۸۵۰ متری شمال غربی روستای شالان واقع شده و این اثر در تاریخ ۱۵ دی ۱۳۸۷ با شمارهٔ ثبت ۲۴۱۱۱ به‌عنوان یکی از آثار ملی ایران به ثبت رسیده‌است.